# Ґустав Ларссон
Ґустав Ларссон  (швед. Gustav Larsson, 20 вересня 1980) — шведський велогонщик, олімпійський медаліст.

## Виступи на Олімпіадах
| Олімпіада  | Дисципліна                         | Місце |
| ---------- | ---------------------------------- | ----- |
| Афіни 2004 | особиста шосейна гонка             | 72    |
| Пекін 2008 | особиста шосейна гонка             | 23    |
| Пекін 2008 | шосейна гонка з роздільним стартом | 2     |